# Peter Laskowski
Peter Laskowski (* 15. September 1946 in Eckernförde; † 7. Dezember 2002 in Gotha) war ein deutscher Politiker (SPD).
Nach der Wende ging Laskowski, der langjähriger Fraktionsvorsitzender in der Dörnigheimer und später in der Maintaler Stadtverordnetenversammlung war, nach Gotha und wurde dort Erster Stadtrat. Kurze Zeit später wurde er Landesvorsitzender der SPD Thüringen. Dieses Amt bekleidete er von August 1990 bis Januar 1991.
Im Januar 1995 kandidierte er bei der ersten Bürgermeisterdirektwahl in Maintal, unterlag jedoch dem Kandidaten der CDU Erhard Rohrbach mit 39,4 % zu 52,1 % der gültigen Stimmen.